# València en Comú
València en Comú, inicialment denominada Guanyem València, és una plataforma ciutadana constituïda en partit polític amb l'objectiu de presentar-se a les eleccions municipals de 2015 a València, en les quals va obtenir un 9,92% dels vots i 3 regidors en el ple municipal amb una llista encapçalada per Jordi Peris, candidat a l'alcaldia i portaveu principal de la plataforma. En ella participen membres de col·lectius ciutadans, moviments socials i activistes de Podem València, organització que va donar el seu suport a la candidatura per a les eleccions municipals. Va perdre la representació en les eleccions municipals de València de 2019, quan es va presentar com a Podem.

## Història
El 23 de setembre de 2014 Guanyem València es va constituir com una plataforma ciutadana assembleària en el teatre Micalet de València. Des d'aquest moment, es van crear diferents comissions de treball per dur a terme un projecte municipalista amb capacitat construir una alternativa política als partits que, fins a aquest moment, havien concorregut a les eleccions a València.
El 30 de gener de 2015 el plenari de Guanyem va triar als deu portaveus que havien de representar a la plataforma fins a la celebració d'unes primàries en les quals es decidissin els integrants de la candidatura. Jordi Peris va ser el candidat més votat. El 15 de febrer, en la seua tercera assemblea, Guanyem va decidir convertir-se en partit instrumental amb l'objectiu de presentar-se a les eleccions municipals. Aquesta opció, que va resultar majoritària en una igualada votació, era la defensada per la secretaria general de Podem València, contra el criteri dels integrants d'Esquerra Unida, que advocaven per l'opció d'una coalició electoral.
Abans de dur a terme les seues eleccions primàries, Guanyem València va elaborar un codi étic que els seus candidats haurien de signar com a condició per representar a la plataforma. En ell, els representants de Guanyem es comprometien a adoptar diverses mesures de regeneració democràtica si resultaven triats i a treballar pel bé comú, evitant els salaris alts, la duplicitat de càrrecs, les portes giratòries entre administració i empresa i renunciant a l'aforament legal i els privilegis jurídics. A mitjan març, Guanyem València va decidir adoptar el nom definitiu de València en Comú, atès que un assessor del PP havia registrat la marca Guanyem, la qual cosa dificultava considerablement presentar-se a les eleccions amb aquesta denominació.
A les eleccions primàries, celebrades entre el 6 i el 8 d'abril de 2015 abril, van concórrer 15 candidats a l'alcaldia. Jordi Peris, professor de la Universitat Politècnica de València i especialista en participació ciutadana i cooperació per al desenvolupament, va resultar el candidat més votat amb un 66'6 dels vots, enfront del 12,7 de Milena Leal, la segona candidata amb major suport. La llista completa es va elaborar de forma paritària amb el denominat 'sistema cremallera' per alternar la presència de dones i homes en ella.
En les eleccions municipals del 24 de maig de 2015, València en Comú va aconseguir un 9,81 per cent dels vots a la ciutat de València i 3 regidors. A més del seu candidat a l'alcaldia Jordi Peris van resultar també triats María Oliver i Roberto Jaramillo. Tenint en compte els resultats electorals aconseguits per l'esquerra a la ciutat, València en Comú es va convertir en una peça important de la nova majoria progressista de la ciutat.
En les eleccions municipals de València de 2019 es va presentar com a Podem, amb María Oliver Sanz com a cap de llista, sense obtenir representació.

## Resultats electorals
| Elecció | Vots   | %    | Escons | +/– | Candidat           | Govern   |
| ------- | ------ | ---- | ------ | --- | ------------------ | -------- |
| 2015    | 40.420 | 9,81 | 3 / 33 | Nou | Jordi Peris Blanes | Coalició |